# George David Zamka
George David Zamka (Jersey City, New Jersey, 1962. június 29. –) amerikai űrhajós, ezredes.

## Életpálya
1984-ben a Haditengerészeti Akadémián (USAF Academy) kapott diplomát. Tengerészgyalogos tiszt hadnagy. 1985-1987 között repülőgép vezetői kiképzésben részesült. Szolgálati repülőgépe A–6E Intruder volt. 1990-ben átképezték az F/A–18D Hornet repülőgéptípusra. Sivatagi Vihar hadműveletben 66 harci bevetést hajtott végre.  1994-ben tesztpilóta kiképzésben részesült. Az F/A–18 különböző típusváltozatait, elektronikai- és fegyverzet rendszerét tesztelte. 1997-ben a Florida Institute of Technology keretében vezetői kiképzésben részesült. 1998-ban Japánban teljesített szolgálatot. Több mint 5000 órát töltött a levegőben, több mint 30 különböző repülőgépet vezetett, illetve tesztelt.
1998. június 4-től a Lyndon B. Johnson Űrközpontban részesült űrhajóskiképzésben. Két űrszolgálata alatt összesen 28 napot, 20 órát és 29 percet (692 óra) töltött a világűrben. Űrhajós pályafutását 2011 augusztusában fejezte be. A Federal Aviation Administration munkatársa.

## Űrrepülések
- STS–120 a Discovery űrrepülőgép 34. repülés pilótája. Olaszország által készített Harmony modult szállította az ISS űrállomásra, majd űrhajósai űrsétával (kutatás, szerelés) pozíciójába helyezték. Első űrrepülésén összesen 15 napot, 2 órát és 23 percet (362 óra) töltött a világűrben. 10 050 000 kilométert (6 200 000 mérföldet) repült, 238 kerülte meg a Földet.
- STS–130, az Endeavour űrrepülőgép 24. repülésének parancsnoka. Legfőbb feladatuk a Tranquility modul és a Kupola feljuttatása a Nemzetközi Űrállomásra. Második űrszolgálata alatt összesen 13 napot, 18 órát és 6 percet (330 óra) töltött a világűrben. 9 250 000 kilométert (5 700 000 mérföldet) repült, 217 alkalommal kerülte meg a Földet.